# La Voie de la perfection
La Voie de la perfection est un ouvrage écrit par Bahram Elahi dans lequel il livre une introduction à l'enseignement de son père Ostad Elahi.

## Résumé
L’ouvrage présente en peu de pages l'essentiel de l'enseignement d’Ostad Elahi. Bahram Elahi, y livre les principaux axes d’une pensée qui entend dégager les conditions du perfectionnement spirituel de l’homme, en abordant des sujets tels que l’origine des êtres, la spécificité de l’être humain, les implications de nos actes, etc.. L'auteur a conçu ce livre comme un manuel pratique et concis rédigé dans le langage le plus clair et le plus accessible possible. Les principes énoncés et les concepts qu'il fait intervenir sont développés et étayés de manière plus approfondie dans d'autres ouvrages.

## L'auteur
Bahram Elahi est diplômé de la faculté de médecine de Montpellier et professeur émérite d'anatomie et de chirurgie infantile de l'université de Téhéran. Outre sa pratique clinique, il a mené une carrière de chercheur et d'enseignant et publié des ouvrages de référence dans le domaine médical. Marié et père de quatre enfants, il vit actuellement en France. Il poursuit depuis plusieurs décennies des recherches approfondies sur l'éthique et le spirituel dans la ligne de pensée de son père, Ostad Elahi (1895-1974). Il préside également la Fondation Ostad Elahi – éthique et solidarité humaine.

## Table des matières
Figures
1. Le sens de la vie
- L’univers a un sens
- Ce qu’est l’être humain
- Pourquoi nous sommes ici-bas
- Ce que nous devons faire

2. Quelques principes de base
- L’omniprésence divine
- L’essence vitale
- La causalité

3. Le perfectionnement spirituel
- Le perfectionnement spirituel universel
- Le perfectionnement spirituel de l’homme

4. Âme céleste et âme terrestre
- L’âme terrestre
- L’âme céleste propre à l’humain

5. L’âme humaine et sa psyché
- Le moi conscient
- L’inconscient total
- Les membranes
- La psyché

6. Raison saine et raison divine
- Raison habituelle et raison saine
- Le développement de la raison saine

7. Le soi impérieux
- Origine du soi impérieux
- Utilité du soi impérieux
- Modes de fonctionnement du soi impérieux

8. Les vies successives ascendantes
- Principes généraux
- L’oubli des vies antérieures

9. La venue sur terre
- L’attribution du corps-milieu
- Les facteurs créationnels

10. La mort
- Ce qu’on ressent au moment de la mort
- Le cas du suicide
- La destination de l’homme après la mort

11. L’intermonde
- Description de l’intermonde
- Situation de l’homme dans l’intermonde
- Le séjour dans l’intermonde

12. Les mondes définitifs
- Le « Jugement »
- Les mondes de bien-être et de mal-être
- L’univers de la Perfection ou Océan de Vérité

13. La question du mal
- Qu’est-ce que le mal ?
- La question de Satan

14. Prédestination et libre arbitre
- La loi médiane
- L’attitude face au destin et à la providence

15. Le destin de l’homme
- Destin invariable
- Destin variable

16. Les conséquences de nos actes
- L’enregistrement de nos actes
- L’effet de nos actes

17. Le comportement dans le monde
- Vie matérielle et vie spirituelle
- Droits et devoirs de l’homme dans ce monde
- Le droit d’autrui
- La recherche de l’équilibre
- La règle d’or

18. L’homme et la femme
- La vie de couple
- Les enfants

19. L’éducation des enfants
20. La religion
- Les deux niveaux de la religion
- Le but de la religion
- Les religions des hommes
- Les fausses religions

21. Les envoyés divins
- Moïse
- Zoroastre
- Bouddha
- Jésus
- Mohammad
- L’avènement du messie

22. Communication avec les mondes spirituels
- Le rêve
- La communication avec les âmes

23. La prière
- Les conditions de la prière
- La musique

24. L’exercice d’attention-dialogue
- L’attention
- Le dialogue

25. L’attention permanente
26. Les techniques dites spirituelles
- L’ascétisme et la mortification
- Les pièges des techniques spirituelles
- Les états spirituels naturels

27. Les pièges de la vie spirituelle
- Les dangers de l’écosphère spirituelle
- Les maîtres dupés
- Les faux maîtres
- Les savants ésotéristes
- L’errance

28. La lutte contre le soi impérieux (1re partie)
- Méthode de lutte

29. La lutte contre le soi impérieux (2e partie)
- Les facteurs de lutte

30. La guidance divine
- La chaîne de guidance divine et Sa guidance
- Les caractéristiques de Sa guidance

31. La nouvelle médecine de l’âme
- Le cycle des fondamentaux
- Le cycle supérieur

32. Récit de la création par Ostad
- Dernière prière d’Ostad

Bibliographie